# Ананда (храм)
Ананда — буддийский храм в городе Паган, в Мьянме. Один из самых крупных храмов Юго-Восточной Азии. Сооружён в 1091 году и назван по имени одного из главных учеников Будды. Принадлежит к 11 крупнейшим сооружениям Пагана.
Расположен в 200 метрах на восток от городской стены старого города. В 1991 году к 900-летию храма башни шикхары на крыше были позолочены, а стены побелены.
Известен как самый большой и наиболее сохранившийся храм Пагана. Во время землетрясения в 1975 году храму был нанесён сильный ущерб, но он был полностью восстановлен. Согласно легенде, во дворец короля Чанситты, который и построил храм, прибыли 8 монахов, которые просили милостыни. Они при помощи медитативных способностей продемонстрировали королю убранство пещерного храма в Гималаях, в котором они жили. Король был потрясён видением, приказал построить великолепный храм и казнил архитекторов после окончания постройки.